# Rupert Gregson-Williams
Rupert William Gregson-Williams, född 21 februari 1967 i Chichester i West Sussex, är en brittisk kompositör, dirigent och skivproducent, vars mest kända insatser är inom film-, TV- och datorspelsvärlden. 
Gregson-Williams har bland annat varit kompositör i filmer som Hotel Rwanda, Hacksaw Ridge, Wonder Woman, Aquaman och dess uppföljare Aquaman and the Lost Kingdom, På andra sidan häcken, Bee Movie, Förfärliga snömannen, Tillbaka till vildmarken, Brudens bäste man, The Holiday och Legenden om Tarzan, samt många filmer från produktionsbolaget Happy Madison Productions, med Adam Sandler i större delen av huvudrollerna. Han har också komponerat musiken till datorspelet Battlefield 2: Modern Combat. Hans noterbara verk inom TV inkluderar Veep, Catch-22 och The Crown.
Gregson-Williams musikstil är ofta emotionell, storskalig och melodisk, och han är duktig på att kombinera orkestrala och elektroniska element. Han är sedan många år en del av kompositörskollektivet Remote Control Productions, som leds av Hans Zimmer. Han är yngre bror till filmmusikskompositören Harry Gregson-Williams.

## Filmografi (i urval)

### Långfilmer

#### 1990–talet
| År   | Titel              | Regissör                                 | Studio(s)                                     | Noter                                         |
| ---- | ------------------ | ---------------------------------------- | --------------------------------------------- | --------------------------------------------- |
| 1998 | Inkräktaren        | Geneviève Jolliffe                       | Living Spirit Pictures Panorama Entertainment | i.u.                                          |
| 1998 | Prinsen av Egypten | Brenda Chapman Steve Hickner Simon Wells | DreamWorks Animation DreamWorks Pictures      | Dirigent (partitur komponerad av Hans Zimmer) |
| 1999 | Virtual Sexuality  | Nick Hurran                              | Columbia Pictures                             | i.u.                                          |

#### 2000-talet
| År   | Titel                                         | Regissör                      | Studio(s)                                                       | Noter |
| ---- | --------------------------------------------- | ----------------------------- | --------------------------------------------------------------- | --- |
| 2000 | Vägen till El Dorado                          | Eric "Bibo" Bergeron Don Paul | DreamWorks Animation DreamWorks Pictures                        | Dirigent (partitur komponerad av Hans Zimmer och John Powell)                                             |
| 2001 | Robin Hoods dotter                            | Peter Hewitt                  | Granada Productions                                             | i.u. |
| 2002 | Pojken med pruttbyxorna                       | Peter Hewitt                  | Pathé                                                           | i.u. |
| 2002 | Begravda hemligheter                          | Nick Hurran                   | Miramax Films                                                   | i.u. |
| 2003 | Allt en tjej vill ha                          | Dennie Gordon                 | Warner Bros. Pictures                                           | i.u. |
| 2003 | Wanted                                        | Brad Mirman                   | DEJ Productions                                                 | i.u. |
| 2003 | The Night We Called It a Day                  | Paul Goldman                  | Icon Entertainment                                              | i.u. |
| 2004 | Hotel Rwanda                                  | Terry George                  | United Artists                                                  | Samkomponerad med Andrea Guerra och Afro Celt Sound System                                                |
| 2004 | King Arthur                                   | Antoine Fuqua                 | Touchstone Pictures                                             | Ytterligare musik (partitur komponerad av Hans Zimmer)                                                    |
| 2005 | Love + Hate                                   | Dominic Savage                | BBC Films                                                       | i.u. |
| 2005 | Wallace & Gromit: Varulvskaninens förbannelse | Steve Box Nick Park           | DreamWorks Animation Aardman Animations DreamWorks Pictures     | Ytterligare musik (partitur komponerad av Julian Nott)                                                    |
| 2006 | På andra sidan häcken                         | Tim Johnson Karey Kirkpatrick | DreamWorks Animation Paramount Pictures                         | Även orkestrator och dirigent. Exekutivt producerad av Hans Zimmer Första partituren för en animerad film |
| 2006 | The Holiday                                   | Nancy Meyers                  | Columbia Pictures                                               | Dirigent (partitur komponerad av Hans Zimmer)                                                             |
| 2006 | Click                                         | Frank Coraci                  | Happy Madison Productions Columbia Pictures                     | i.u. |
| 2007 | Härmed förklarar jag er Chuck och Larry       | Dennis Dugan                  | Happy Madison Productions Universal Pictures                    | i.u. |
| 2007 | Bee Movie                                     | Steve Hickner Simon J. Smith  | DreamWorks Animation Columbus 81 Productions Paramount Pictures | Exekutivt producerad av Hans Zimmer                                                                       |
| 2008 | Brudens bäste man                             | Paul Weiland                  | Columbia Pictures                                               | i.u. |
| 2008 | Jiddra inte med Zohan                         | Dennis Dugan                  | Happy Madison Productions Columbia Pictures                     | i.u. |
| 2008 | Bedtime Stories                               | Adam Shankman                 | Happy Madison Productions Walt Disney Pictures                  | i.u. |
| 2009 | The Maiden Heist                              | Peter Hewitt                  | Yari Film Group                                                 | i.u. |

#### 2010-talet
| År   | Titel                       | Regissör       | Studio(s)                                                                     | Noter                             |
| ---- | --------------------------- | -------------- | ----------------------------------------------------------------------------- | --------------------------------- |
| 2010 | Grown Ups                   | Dennis Dugan   | Happy Madison Productions Columbia Pictures                                   | i.u.                              |
| 2011 | Min låtsasfru               | Dennis Dugan   | Happy Madison Productions Columbia Pictures                                   | i.u.                              |
| 2011 | Zookeeper                   | Frank Coraci   | Happy Madison Productions Metro-Goldwyn-Mayer Columbia Pictures               | i.u.                              |
| 2011 | Jack and Jill               | Dennis Dugan   | Happy Madison Productions Columbia Pictures                                   | Samkomponerad med Waddy Wachtel   |
| 2012 | That's My Boy               | Sean Anders    | Happy Madison Productions Columbia Pictures                                   | i.u.                              |
| 2012 | Here Comes the Boom         | Frank Coraci   | Happy Madison Productions Columbia Pictures                                   | i.u.                              |
| 2013 | Grown Ups 2                 | Dennis Dugan   | Happy Madison Productions Columbia Pictures                                   | i.u.                              |
| 2014 | Blended                     | Frank Coraci   | Happy Madison Productions Warner Bros. Pictures                               | i.u.                              |
| 2014 | Postis Per – Filmen         | Mike Disa      | Icon Productions                                                              | i.u.                              |
| 2014 | Winter's Tale               | Akiva Goldsman | Village Roadshow Pictures Warner Bros. Pictures                               | Samkomponerad med Hans Zimmer     |
| 2015 | Paul Blart: Mall Cop 2      | Andy Fickman   | Happy Madison Productions Columbia Pictures                                   | i.u.                              |
| 2015 | The Ridiculous 6            | Frank Coraci   | Happy Madison Productions Netflix                                             | Samkomponerad med Elmo Weber      |
| 2015 | Boog & Elliot 4: Jaktsäsong | David Feiss    | Sony Pictures Animation Sony Pictures Home Entertainment                      | Samkomponerad med Dominic Lewis   |
| 2016 | The Do-Over                 | Steven Brill   | Happy Madison Productions Netflix                                             | i.u.                              |
| 2016 | Legenden om Tarzan          | David Yates    | Warner Bros. Pictures                                                         | i.u.                              |
| 2016 | Hacksaw Ridge               | Mel Gibson     | Summit Entertainment                                                          | Ersättare för John Debney         |
| 2017 | Sandy Wexler                | Steven Brill   | Happy Madison Productions Netflix                                             | i.u.                              |
| 2017 | Wonder Woman                | Patty Jenkins  | Warner Bros. Pictures DC Films                                                | i.u.                              |
| 2018 | The Week Of                 | Robert Smigel  | Happy Madison Productions Netflix                                             | i.u.                              |
| 2018 | Terminal                    | Vaughn Stein   | RLJE Films                                                                    | Samkomponerad med Anthony Clarke  |
| 2018 | Aquaman                     | James Wan      | Warner Bros. Pictures DC Films                                                | i.u.                              |
| 2019 | Murder Mystery              | Kyle Newacheck | Happy Madison Productions Netflix                                             | i.u.                              |
| 2019 | Förfärliga snömannen        | Jill Culton    | DreamWorks Animation Zhong Ming You Ying Film Pearl Studio Universal Pictures | Också röst till Everests nynnande |

#### 2020-talet
| År   | Titel                        | Regissör                   | Studio(s)                                                      |
| ---- | ---------------------------- | -------------------------- | -------------------------------------------------------------- |
| 2020 | Hubie Halloween              | Steven Brill               | Happy Madison Productions Netflix                              |
| 2021 | Fatherhood                   | Paul Weitz                 | Netflix Columbia Pictures                                      |
| 2021 | Tillbaka till vildmarken     | Clare Knight Harry Cripps  | Netflix Netflix Animation Weed Road Pictures Reel FX Animation |
| 2022 | Home Team                    | Charles och Daniel Kinnane | Happy Madison Productions Netflix                              |
| 2023 | Murder Mystery 2             | Jeremy Garelick            | Happy Madison Productions Echo Films Netflix                   |
| 2023 | The Out-Laws                 | Tyler Spindel              | Happy Madison Productions Netflix                              |
| 2023 | Aquaman and the Lost Kingdom | James Wan                  | Warner Bros. Pictures DC Studios                               |
| 2024 | The Union                    | Julian Farino              | Closest to the Hole Productions Municipal Pictures Netflix     |
| 2024 | Brothers                     | Max Barbakow               | Amazon MGM Studios Legendary Pictures                          |
| 2024 | Dear Santa                   | Bobby Farrelly             | Paramount+                                                     |
| 2025 | Kinda Pregnant               | Tyler Spindel              | Happy Madison Productions Netflix                              |
| 2025 | Happy Gilmore 2              | Kyle Newacheck             | Happy Madison Productions Netflix                              |

### TV-serier
| År        | TV-serie/Program               | Noter                                                           |
| --------- | ------------------------------ | --------------------------------------------------------------- |
| 2001      | Jack och bönstjälken           |                                                                 |
| 2004      | Long Way Round                 |                                                                 |
| 2009      | The Prisoner                   |                                                                 |
| 2012      | Veep                           |                                                                 |
| 2014      | Agatha Raisin – privatdetektiv | Samkomponerad med Christopher Willis                            |
| 2016–2017 | The Crown                      | Huvudtitel komponerad av Hans Zimmer Komponerad med Lorne Balfe |
| 2017      | The Alienist                   | Kompositör för den första säsongen                              |
| 2019      | Catch-22                       | Samkomponerad med brodern Harry Gregson-Williams                |
| 2019      | Catherine the Great            |                                                                 |
| 2021      | Bakom hennes ögon              |                                                                 |
| 2022      | The Gilded Age                 | Samkomponerad med brodern Harry Gregson-Williams                |
| 2024      | The Perfect Couple             |                                                                 |

### Datorspel
| År   | Titel                        | Studio               | Noter                              |
| ---- | ---------------------------- | -------------------- | ---------------------------------- |
| 2005 | Battlefield 2: Modern Combat | Digital Illusions CE | Samkomponerat med Tobias Marberger |